# Beauvais-sur-Matha
Pour les articles homonymes, voir Beauvais.
Beauvais-sur-Matha est une commune du Sud-Ouest de la France située dans le département de la Charente-Maritime, en région Nouvelle-Aquitaine.
Ses habitants sont appelés les Beauvaisiens et Beauvaisiennes.

## Géographie
Beauvais a été un village important qui faisait autrefois partie de l’Angoumois. En 1793, à sa création comme commune Beauvais était chef-lieu de canton dans le district de Saint-Jean-d'Angély du département de la Charente-Inférieure. En 1801 Beauvais a perdu ce statut de chef-lieu de canton et a été rattaché au canton de Matha, arrondissement de Saint-Jean-d'Angély, pour passer en 1926 dans l'arrondissement de Saintes et revenir en 1943 dans celui de Saint-Jean-d'Angély, juste après avoir changé de nom de département en 1941 pour Charente-Maritime.

### Localisation et accès
Beauvais-sur-Matha se trouve à l'écart des grandes voies de circulation, au nord de la D 739 Matha-Aigre et de la D 939 Matha-Rouillac. Le village est desservi par plusieurs routes départementales, la D 226 qui rejoint Gourvillette à l'ouest et Saint-Ouen au sud-est, la D 222 pour Cressé, la D 133 pour Bazauges au nord et la D 389 vers Matha au sud.

### Communes limitrophes
| Cressé       | Bazauges           | Ranville-Breuillaud (Charente) |
| Gourvillette | Beauvais-sur-Matha | Bresdon                        |
| Massac       | Siecq              | Saint-Ouen-la-Thène            |

## Urbanisme

### Typologie
Au 1er janvier 2024, Beauvais-sur-Matha est catégorisée commune rurale à habitat dispersé, selon la nouvelle grille communale de densité à 7 niveaux définie par l'Insee en 2022.
Elle est située hors unité urbaine et hors attraction des villes,.

### Occupation des sols
L'occupation des sols de la commune, telle qu'elle ressort de la base de données européenne d’occupation biophysique des sols Corine Land Cover (CLC), est marquée par l'importance des territoires agricoles (87,8 % en 2018), une proportion identique à celle de 1990 (87,8 %). La répartition détaillée en 2018 est la suivante : 
terres arables (69,9 %), cultures permanentes (9,9 %), forêts (8,2 %), zones agricoles hétérogènes (8,1 %), zones urbanisées (4 %). L'évolution de l’occupation des sols de la commune et de ses infrastructures peut être observée sur les différentes représentations cartographiques du territoire : la carte de Cassini (XVIIIe siècle), la carte d'état-major (1820-1866) et les cartes ou photos aériennes de l'IGN pour la période actuelle (1950 à aujourd'hui).

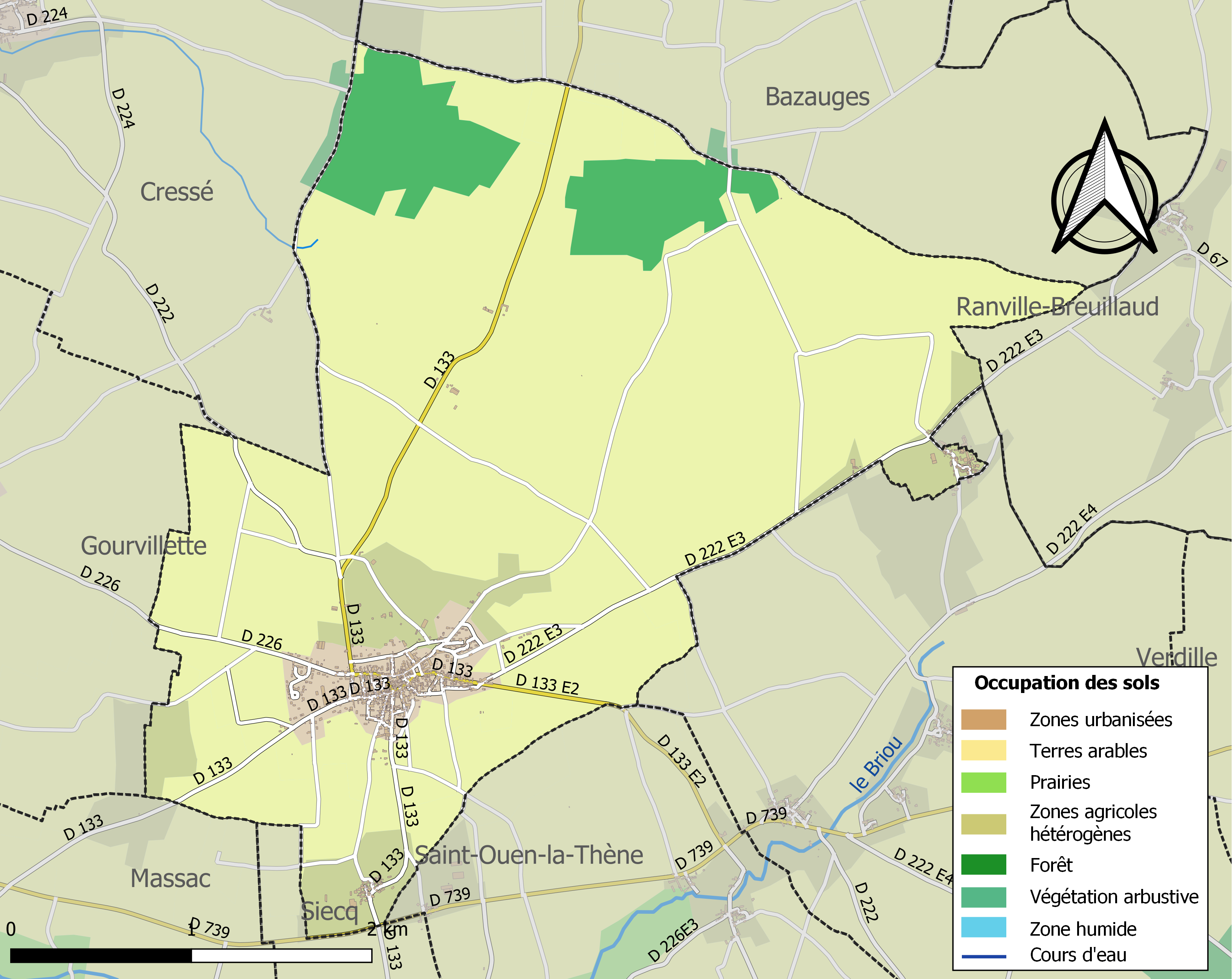
Carte des infrastructures et de l'occupation des sols de la commune en 2018 (CLC).

### Risques majeurs
Le territoire de la commune de Beauvais-sur-Matha est vulnérable à différents aléas naturels : météorologiques (tempête, orage, neige, grand froid, canicule ou sécheresse), inondations et séisme (sismicité modérée). Il est également exposé à un risque technologique,  le transport de matières dangereuses. Un site publié par le BRGM permet d'évaluer simplement et rapidement les risques d'un bien localisé soit par son adresse soit par le numéro de sa parcelle.

#### Risques naturels
Certaines parties du territoire communal sont susceptibles d’être affectées par le risque d’inondation par débordement de cours d'eau. La commune a été reconnue en état de catastrophe naturelle au titre des dommages causés par les inondations et coulées de boue survenues en 1982, 1999 et 2010,.
Par ailleurs, afin de mieux appréhender le risque d’affaissement de terrain, l'inventaire national des cavités souterraines permet de localiser celles situées sur la commune.
Concernant les mouvements de terrains, la commune a été reconnue en état de catastrophe naturelle au titre des dommages causés par la sécheresse en 2011 et par des mouvements de terrain en 1999 et 2010.

#### Risques technologiques
Le risque de transport de matières dangereuses sur la commune est lié à sa traversée par une ou des infrastructures routières ou ferroviaires importantes ou la présence d'une canalisation de transport d'hydrocarbures. Un accident se produisant sur de telles infrastructures est susceptible d’avoir des effets graves sur les biens, les personnes ou l'environnement, selon la nature du matériau transporté. Des dispositions d’urbanisme peuvent être préconisées en conséquence.

## Toponymie
Perchée sur une colline de 135 mètres d’altitude, Beauvais doit son nom à sa situation géographique. L’origine du nom de la commune viendrait de Bellum Videre signifiant « belle vue », « belvédère », d’un ancien verbe écrit vedeir (voir) au XIe siècle.

## Histoire
L'occupation humaine est très ancienne comme le montrent les silex taillés et les fragments de haches polies trouvés entre Beauvais et Massac.

### Les Templiers et les Hospitaliers
La commanderie de Beauvais-sur-Matha est réputée avoir été fondée en 1151 par le templier Guillaume de Mauzé mais le document qui sert de base à cette datation est controversé, en raison des anachronismes flagrants qu'il contient, et en particulier le fait que deux des personnages mentionnés comme présents ou vivants à la rédaction de l'acte sont en réalité décédés en 1136.
Le premier document considéré comme authentique date de 1231 : il y est question du commandeur de Beauvais, frère Élie de [Ma]tirac ou [Au]tirac (preceptor de Baszesio), témoin pour un acte concernant la commanderie templière des Épeaux à Meursac
En 1295 Guillaume Le Court, bourgeois de Beauvais-sur-Matha, lègue 200 sols aux Templiers de Beauvais, 100 pour l’établissement local, et 100 pour leurs œuvres outre-mer en Terre sainte. Item lego domui Templi de Bavesio centum solidos semel solvendos ; item lego domui Templi de Bavesio centum solidos ad subsidium terre sancte ultramarine, semel solvendos.
Lors de la dévolution des biens de l'ordre du Temple, la commanderie passe sous la responsabilité des Hospitaliers de l'ordre de Saint-Jean de Jérusalem.
Les lettres patentes donnant permission de quatre foires annuelles datent de 1452 et celles autorisant le marché du vendredi de 1460.
L'état des paroisses de 1686 nous dit que le prieur d’Aquitaine est le seigneur de cette paroisse de 225 feux qui produit de la vigne et un peu de céréales.

## Administration

### Liste des maires
| Période                                  | Période           | Identité                                       | Étiquette | Qualité |
| ---------------------------------------- | ----------------- | ---------------------------------------------- | --------- | --- |
| Les données manquantes sont à compléter. |                   |                                                |           | |
| 2 août 1790                              | 6 octobre 1792    | Audouin François                               |           | |
| 7 octobre 1792                           | 3 décembre 1792   | André Jean                                     |           | |
| 4 décembre 1792                          | 21 juin 1800      | Cabaud Nicollas                                |           | |
| 22 juin 1800                             | 28 mars 1807      | Audouin François                               |           | |
| 29 mars 1807                             | 28 février 1813   | Briand Louis                                   |           | |
| 1 mars 1813                              | 9 juin 1816       | Audouin-Dubreuil Jean                          |           | |
| 10 juin 1816                             | 3 août 1820       | Hériard-Dubreuil Jean                          |           | |
| 4 août 1820                              | 10 janvier 1826   | Gobineau Pierre Hippolyte                      |           | |
| 11 janvier 1826                          | 30 octobre 1830   | Dubois Etienne François                        |           | |
| 31 octobre 1830                          | 24 novembre 1830  | Gobineau Pierre Hippolyte                      |           | |
| 25 novembre 1830                         | 27 juillet 1852   | Pelisson Pierre Joseph                         |           | |
| 28 juillet 1852                          | 20 avril 1861     | Baud Jean Benjamin                             |           | |
| 21 avril 1861                            | 11 novembre 1865  | Legrand René                                   |           | |
| 12 novembre 1865                         | 26 juin 1869      | Gobineau-Boisnaudouin Ernest                   |           | |
| 27 juin 1869                             | 7 septembre 1870  | Laydet Joseph                                  |           | |
| 8 septembre 1870                         | 13 mai 1871       | Pineau Maurice Président Commission Municipale |           | |
| 14 mai 1871                              | 20 janvier 1878   | Laydet Joseph                                  |           | |
| 21 janvier 1878                          | 17 mai 1884       | Legrand René                                   |           | |
| 18 mai 1884                              | 29 novembre 1886  | Savatier Alexandre                             |           | (Décédé étant Maire) |
| 20 février 1887                          | 19 mai 1888       | Dantras Barthèlemy                             |           | |
| 20 mai 1888                              | 15 juin 1895      | Baud Benjamin                                  |           | (Démissionnaire) |
| 30 juin 1895                             | 16 mai 1896       | Braud Jean Armand                              |           | |
| 17 mai 1896                              | 7 décembre 1901   | Baron Jean Frédéric Amédée                     |           | (Décédé étant Maire) |
| 2 février 1902                           | 9 décembre 1919   | Boucherie Michel Anatole                       |           | |
| 10 décembre 1919                         | 20 mai 1935       | Nicolas Albert Antonin Théodore                |           | |
| 20 mai 1935                              | 11 septembre 1944 | Léraud Jean Alfred                             |           | |
| 11 septembre 1944                        | 18 mai 1945       | "LIBERATION"                                   |           | |
| 18 mai 1945                              | 10 mai 1953       | Nicolas Albert Antonin Théodore                |           | |
| 10 mai 1953                              | 6 mars 1971       | Prévost Roger Arthur                           |           | |
| 6 mars 1971                              | 24 mars 1989      | Favreau Pierre Hector Henry Remy               |           | Docteur en Médecine |
| 24 mars 1989                             | 14 juillet 2006   | Lelievre Claude Jacques                        |           | Docteur en Médecine (Démissionnaire) |
| 14 juillet 2006                          | 13 octobre 2017   | Corinne Imbert                                 | DVD-LR    | Conseillère départementale et Docteur en Pharmacie Sénatrice |
| 13 octobre 2017                          | 23 mai 2020       | Martinaud Pierre                               | DVD       | Retraité de la police nationale |
| 23 mai 2020                              | En cours          | Coupez Hubert                                  |           | Responsable de Projets Informatiques Conseiller Communautaire Vals de Saintonge Communauté délégué au Numérique et aux Technologies Nouvelles Vice-président à l'inclusion numérique de Soluris (Syndicat d'informatisation de la Charente-Maritime) |

## Population et société

### Évolution démographique
L'évolution du nombre d'habitants est connue à travers les recensements de la population effectués dans la commune depuis 1793. Pour les communes de moins de 10 000 habitants, une enquête de recensement portant sur toute la population est réalisée tous les cinq ans, les populations de référence des années intermédiaires étant quant à elles estimées par interpolation ou extrapolation. Pour la commune, le premier recensement exhaustif entrant dans le cadre du nouveau dispositif a été réalisé en 2004.

En 2022, la commune comptait 654 habitants, en évolution de +3,97 % par rapport à 2016 (Charente-Maritime : +4,04 %, France hors Mayotte : +2,11 %).
| 1793 | 1800 | 1806 | 1821 | 1831  | 1836  | 1841  | 1846  | 1851  |
| ---- | ---- | ---- | ---- | ----- | ----- | ----- | ----- | ----- |
| 832  | 909  | 880  | 901  | 1 042 | 1 086 | 1 089 | 1 072 | 1 059 |

| 1856  | 1861  | 1866  | 1872  | 1876  | 1881  | 1886  | 1891  | 1896 |
| ----- | ----- | ----- | ----- | ----- | ----- | ----- | ----- | ---- |
| 1 039 | 1 124 | 1 086 | 1 123 | 1 126 | 1 058 | 1 039 | 1 086 | 932  |

| 1901 | 1906 | 1911 | 1921 | 1926 | 1931 | 1936 | 1946 | 1954 |
| ---- | ---- | ---- | ---- | ---- | ---- | ---- | ---- | ---- |
| 915  | 898  | 886  | 800  | 771  | 790  | 750  | 747  | 706  |

| 1962 | 1968 | 1975 | 1982 | 1990 | 1999 | 2004 | 2006 | 2009 |
| ---- | ---- | ---- | ---- | ---- | ---- | ---- | ---- | ---- |
| 702  | 667  | 715  | 691  | 645  | 619  | 656  | 712  | 680  |

| 2014 | 2019 | 2022 | - | - | - | - | - | - |
| ---- | ---- | ---- | - | - | - | - | - | - |
| 640  | 650  | 654  | - | - | - | - | - | - |

#### Pyramide des âges
La population de la commune est relativement âgée.
En 2018, le taux de personnes d'un âge inférieur à 30 ans s'élève à 28 %, soit en dessous de la moyenne départementale (29 %). À l'inverse, le taux de personnes d'âge supérieur à 60 ans est de 36,4 % la même année, alors qu'il est de 34,9 % au niveau départemental.
En 2018, la commune comptait 306 hommes pour 337 femmes, soit un taux de 52,41 % de femmes, légèrement supérieur au taux départemental (52,15 %).
Les pyramides des âges de la commune et du département s'établissent comme suit.
| Hommes | Classe d’âge | Femmes |
| ------ | ------------ | ------ |
| 0,6    | 90 ou +      | 2,1    |
| 9,7    | 75-89 ans    | 11,7   |
| 23,9   | 60-74 ans    | 24,3   |
| 26,9   | 45-59 ans    | 19,4   |
| 12,0   | 30-44 ans    | 13,5   |
| 10,0   | 15-29 ans    | 11,4   |
| 16,8   | 0-14 ans     | 17,6   |

| Hommes | Classe d’âge | Femmes |
| ------ | ------------ | ------ |
| 1,1    | 90 ou +      | 2,6    |
| 10,1   | 75-89 ans    | 12,6   |
| 22     | 60-74 ans    | 23,2   |
| 20,1   | 45-59 ans    | 19,7   |
| 16,1   | 30-44 ans    | 15,6   |
| 15,2   | 15-29 ans    | 12,7   |
| 15,4   | 0-14 ans     | 13,6   |

## Lieux et monuments

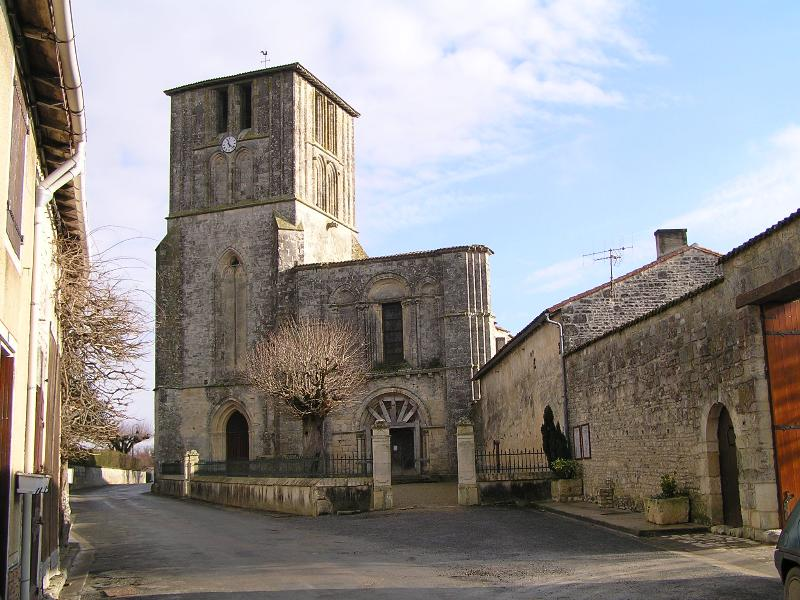
Église Notre-Dame.

- La commanderie de Beauvais-sur-Matha dont la grange fortifiée représente le plus vaste exemple de bâtiment agricole médiéval[23]. Il subsiste  deux tours de garde, un grand bâtiment où se trouvait le chemin de ronde et un puits en pierre monolithe[24].
- Le village comporte des vestiges sous terre : des caves qui communiquent, des souterrains, des ossuaires.
- L'église Notre-Dame du XIIe siècle, modifiée à la fin du XIVe siècle, est l'ancienne chapelle templière. Elle a été classée monument historique le 30 juin 1910 pour sa façade occidentale et son clocher carré fortifié.
- Vers 1926, le maire contacte l'architecte André Guillon pour bâtir une nouvelle mairie. Les travaux se déroulent de 1928 à 1930. Le nouveau bâtiment s'inscrit dans le courant Art déco. La mairie est inscrite dans sa totalité aux Monuments Historiques par arrêté du 23 novembre 2009.

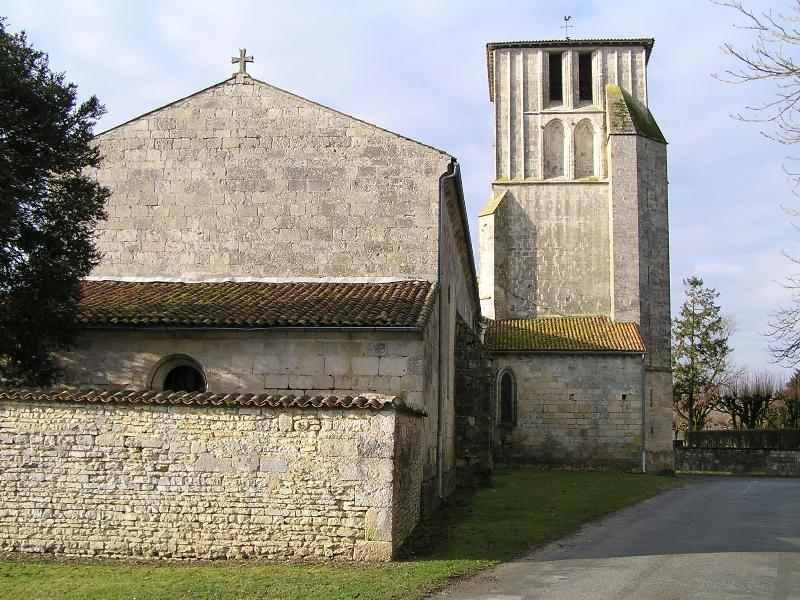
Clocher de l'église Notre-Dame.
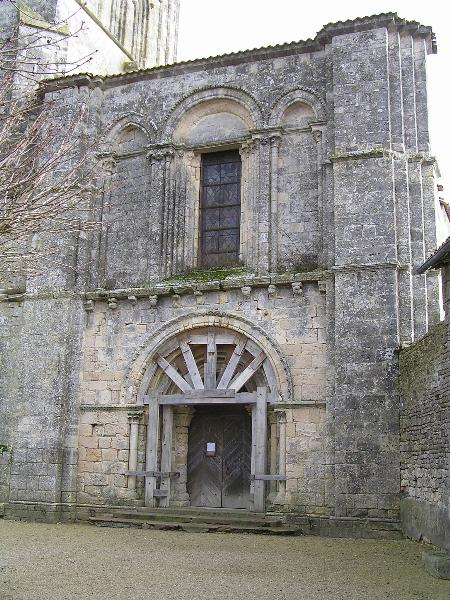
Église abbatiale.
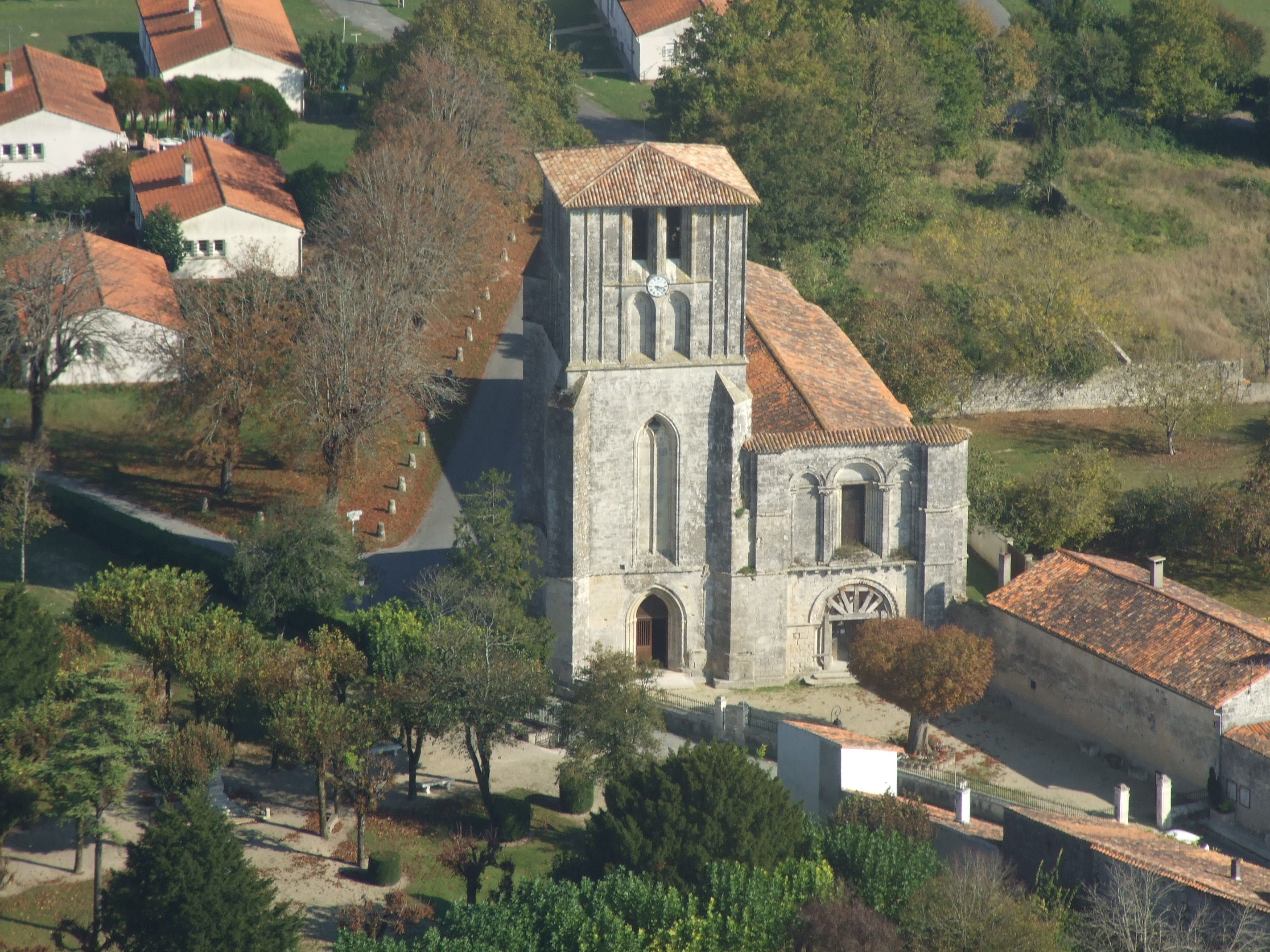
Vue aérienne de Beauvais-sur-Matha.

## Équipements

### Enseignement
Une école entièrement rénovée en 2009-2010 qui accueille une centaine d'enfants (5 classes) assure un service de cantine et de garderie.
Le collège est à Matha.

### Sports
Beauvais comporte des équipements et des clubs de football, tennis, judo, gymnastique et pétanque.

### Vie associative
La vie associative est représentée par le comité des fêtes et le club du troisième âge.

## Économie
Cette commune rurale propose de nombreux commerces et services : banque, garage, hôtel-restaurant, et bien sur épicerie, boulangerie, tabac journaux, fleurs et funéraires, presse, loto. Les professions de santé sont également très bien représentées dans ce charmant haut-lieu de la Charente-Maritime (133 m d'altitude).